# Apheliona arooni
Apheliona arooni är en insektsart som beskrevs av Irena Dworakowska 1994. Apheliona arooni ingår i släktet Apheliona och familjen dvärgstritar.
Artens utbredningsområde är Thailand. Inga underarter finns listade i Catalogue of Life.